# Bogöl (Gärdserums socken, Småland)
Bogöl är en sjö i Åtvidabergs kommun i Småland och ingår i Vindåns huvudavrinningsområde. Sjön har en area på 0,0972 kvadratkilometer och ligger 90,2 meter över havet.

## Delavrinningsområde
Bogöl ingår i det delavrinningsområde (645483-152812) som SMHI kallar för Utloppet av Västersjön. Medelhöjden är 74 meter över havet och ytan är 27,84 kvadratkilometer. Det finns ett avrinningsområde uppströms, och räknas det in blir den ackumulerade arean 38,21 kvadratkilometer. Avrinningsområdets utflöde Vindån (Fänån) mynnar i havet. Avrinningsområdet består mestadels av skog (73 procent) och jordbruk (10 procent). Avrinningsområdet har 2,59 kvadratkilometer vattenytor vilket ger det en sjöprocent på 9,3 procent.